# Orne (departma)
Orne (oznaka 61) je francoski departma, imenovan po reki Orne, ki teče skozenj. Leži v regiji Normandija.

## Zgodovina
Departma je bil ustanovljen v času francoske revolucije 4. marca 1790 iz delov nekdanjih provinc Normandije in Perche.

## Geografija
Orne leži v južnem delu regije Spodnje Normandije. Na zahodu meji na departma Manche, na severu na Calvados, na vzhodu na departmaja Eure (regija Zgornja Normandija) in Eure-et-Loir (regija Center), na jugu pa na Sarthe in Mayenne (regija Loire).